# Santa Maria (Campi Bisenzio)
Santa Maria (già Santa Maria a Campi) è una frazione del comune italiano di Campi Bisenzio, nella città metropolitana di Firenze, in Toscana.
Si tratta di una delle cinque frazioni che compongono l'agglomerato urbano di Campi Bisenzio, tant'è che viene comunemente considerata dalla popolazione come un quartiere della città.
Si trova nella parte occidentale del territorio comunale, oltre la riva destra del Bisenzio ed ormai forma un solo agglomerato urbano con le vicine frazioni di San Martino e San Lorenzo. Il territorio della sua parrocchia comprende anche la frazione di La Villa e si estende fino al confine comunale con Prato.

## Monumenti e luoghi d'interesse
La chiesa di Santa Maria costituisce l'elemento di interesse principale della frazione e risale all'XI secolo.
Sempre nel suo territorio si trova anche la Villa dell'Olmo, di origine quattrocentesca ma ristrutturata nel XIX secolo e che oggi versa in pessimo stato di conservazione.

## Economia
La frazione di Santa Maria a Campi vide le prime attività industriali di rilievo impiantate nel territorio campigiano, ovvero le concerie, impiantate verso la fine del XIX secolo. 